# Сюн, Джеффри
Дже́ффри Сю́н (встречается транскрипция Дже́ффри Шо́нг; англ. Jeffery Xiong; род. 30 октября 2000, Плейно) — американский шахматист, гроссмейстер (2015).

## Биография
Сюн родился в пригороде Далласа в семье китайских эмигрантов, когда ему было 7 лет, отец Уейн научил его играть в шахматы. С 2008 года Сюн на протяжении девяти лет занимался с Бабакули Аннаковым, его тренерами также были Александр Рязанцев, Фаррух Амонатов, Евгений Пигусов и Александр Чернин.
Сюн неоднократно становился победителем и призёром юношеских первенств США и мира.
В 2017 году Сюн принял участие в Кубке мира, но проиграл в первом раунде Александру Мотылёву. На Кубке мира 2019 последовательно выбил Игоря Лысого, Амина Табатабея, Аниша Гири и Яна-Кшиштофа Дуду, но в 1/4 финала уступил будущему победителю Теймуру Раджабову. В 2021 году Сюн выбил Виктора Михалевского, Нильса Гранделиуса, но на стади 1/16 финала проиграл Сантошу Видиту.
В 2019 году Сюн разделил 1-е место на опен-турнире в Филадельфии с Ле Куанг Льемом, победил в круговом соревновании «Весна в Сент-Луисе», в юношеском турнире Speed Chess Championship на chess.com последовательно выиграл у Антона Смирнова, Беньямина Гледуры и Пархама Магсудлу.
Свой первый турнир Джеффри сыграл в семилетнем возрасте. Победитель чемпионата мира среди юниоров в индийском городе Бхубанешвар (август 2016).
Сюн был обладателем премии The Young Stars от шахматного фонда Гарри Каспарова.

## Спортивные результаты
| Год  | Город     | Турнир              | + | − | = | Результат | Место |
| ---- | --------- | ------------------- | - | - | - | --------- | ----- |
| 2014 |           | 23-й чикагский опен | 4 | 1 | 4 | 6 из 9    |       |
| 2014 | Даллас    |                     | 5 | 2 | 2 | 6 из 9    |       |
| 2015 |           | 24-й чикагский опен | 5 | 0 | 4 | 7 из 9    |       |
| 2015 | Сент-Луис |                     | 5 | 0 | 4 | 7 из 9    | [ 8 ] |
| 2016 | Сент-Луис | Чемпионат США       | 1 | 1 | 9 | 5½ из 11  | 6     |